# Jiří Brdlík (pediatr)

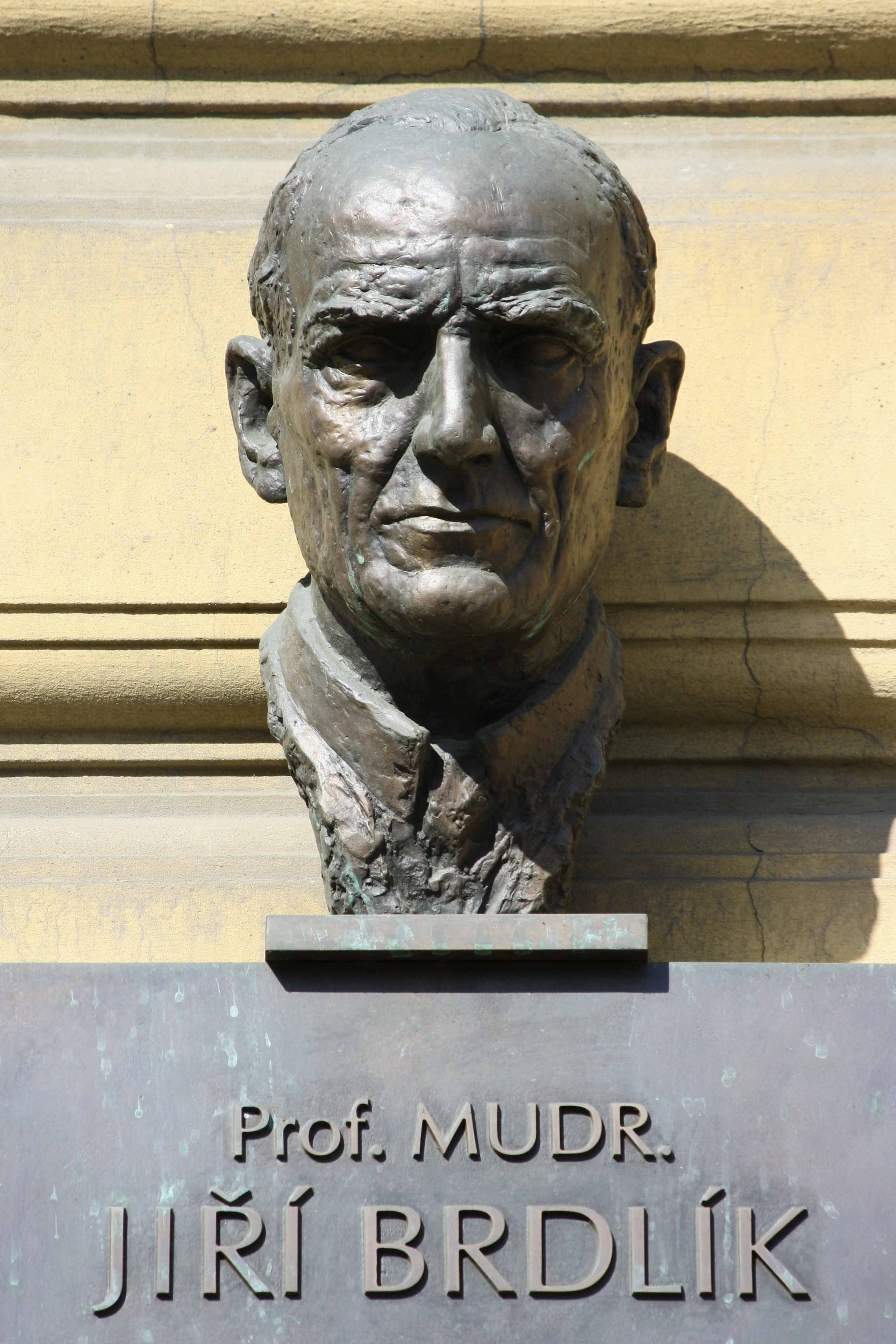
Busta Jiřího Brdlíka v Praze, Vítězné ulici

Jiří Brdlík (24. října 1883 Přerov – 6. července 1965 Praha) byl český pediatr a zakladatel českého a slovenského dětského lékařství.

## Život
Narodil se v rodině gymnazijního profesora v Přerově. V roce 1902 odmaturoval na Akademickém gymnáziu v Praze a poté nastoupil ke studiu medicíny na Lékařské fakultě Univerzity Karlovy. Pro nemoc musel studium na tři roky přerušit a promoval až v roce 1911. V letech 1911 až 1919 vykonával funkci odborného asistenta na České klinice pro dětské choroby LF UK v Praze. V roce 1916 získal habilitaci pro obor dětského lékařství. Po vzniku samostatného Československa odešel v roce 1919 do Bratislavy, kde působil nejprve jako mimořádný a od roku 1920 jako řádný profesor dětských nemocí na Lékařské fakultě Univerzity Komenského. V letech 1919 až 1930 zastával funkci přednosty Dětské kliniky na LF UK v Bratislavě. V letech 1927/28 byl jmenován rektorem Univerzity Komenského a následujícím roce zastával funkci prorektora. Během svého působení na Slovensku prosazuje jako jeden z prvních důslednou lékařskou péči o dětské pacienty. Jako nejefektivnější instituce pro předcházení dětských chorob zřizuje na Dětské klinice v Bratislavě poradnu pro matky a kojence a poradnu proti tuberkulóze dětí. Spolu s doc. A. Churom provedl na bratislavské klinice hromadné očkování proti záškrtu.
V roce 1930 se vrací zpět do Prahy, kde je jmenován přednostou I. Dětské kliniky LF Univerzity Karlovy. V letech 1934 až 1954 působí jako přednosta II. Dětské kliniky LF UK. V letech 1930 až 1957 je řádným profesorem patologie a terapie chorob dětských a novorozenců.

## Dílo
- Stručná therapie nemocí dětských (1917)
- Stručná učebnice dětského lékařství pro mediky (1917)
- Zdraví a dítě (1919)
- Dítě kojenec (1920, vyšla ve 23 vydání)
- Stručná therapie dětských nemocí pro lékaře a mediky (1927 – spoluautor)
- Dětské lékařství v minulosti a jak jsem je prožíval (1957)
- Padesát let dětským lékařem (1961)